# PekWM
PekWM – menedżer okien przeznaczony dla serwera X, napisany w C++ przez Claesa Nästena. PekWM powstał na aewm++, ale rozwinął się na tyle, że już nie przypomina aewm++. Posiada również rozbudowany zestaw funkcji, w tym grupowanie okien (podobnie jak PWM czy Fluxbox), automatyczne ustawienia, Xinerama.

## Funkcje
Główne cechy PekWM:
- Grupowanie okien w pojedynczej ramce (kartach)
- Akcje myszy
- Dynamiczne menu, które regeneruje się na każdy widok z wyjścia skryptu
- Obsługa wielu ekranów dzięki zarówno XRandR jak i Xinerama
- Wsparcie przemieszczania okien
- Wsparcie motywów
- Autoustawienia (właściwości automatyczne, takie jak stan lepki danego okna, itp)